# Koninklijke Harmonie Heiende Lokeren
De Koninklijke Harmonie Heiende Lokeren is een in 1882 opgerichte muziekvereniging uit Heiende (Lokeren, Oost-Vlaanderen). De harmonie is aangesloten bij Vlamo.

## Geschiedenis

### Vooroorlogse geschiedenis
De Koninklijke Harmonie Heiende Lokeren werd in 1882 als fanfare opgericht onder de naam “De Moedige Vrienden” door de toenmalige koster van Heiende, Theoduul ’t Kint, die meteen ook de eerste dirigent van de fanfare werd. Later werd de naam van de fanfare veranderd in "De Moedige Vlamingen". Lang dacht men dat de fanfare pas in 1885 was opgericht onder deze naam, maar in 1972 vond men een vaandel terug waaruit blijkt dat de oorspronkelijke naam van de fanfare “De Moedige Vrienden” was en het stichtingsjaar 1882. De instrumenten zouden gehaald zijn bij de fanfare De “Vrolijken” uit de Lokerse wijk Nieuwpoort, die maar niet van de grond raakte vanwege de nabijheid van de grote harmonie Sint-Cecilia in Zeveneken.
In de beginjaren werd er vaak gespot met de nieuwe muziekvereniging op Heiende, maar dit had vooral veel te maken met de dorpspolitiek in die tijd. De muzikanten van de fanfare werden vaak 'Muttens' genoemd. De fanfare hield echter stand en het eerste concert waarvan bewijs is teruggevonden vond plaats in 1885 ter gelegenheid van "Bouw Kermis". Een jaar later vond ook een concert plaats ter gelegenheid van "Breedenhoek Kermis".

### Tweede helft 20e eeuw
Reeds van voor de Tweede Wereldoorlog repeteerde de fanfare in café-feestzaal “Bij De Smid”, ook bekend als zaal "Do Re Mi". In 1948 werd Jozef Ros de nieuwe dirigent van de fanfare. Op het Sint-Ceciliafeest in 1950 kreeg iedere muzikant een groene kepie.
In 1968 startte men met 8 majorettes met trommel in een rood-wit uniform. Vanaf dat moment kregen de muzikanten een rode kepie, hetzelfde kleur als het uniform van de majorettes. Van 1964 af werd deelgenomen aan de provinciale muziektornooien. In 1964 klasseerde de fanfare zich in derde afdeling, in 1974 in tweede afdeling en in 1978 werd de eerste afdeling bereikt. In 1979, op Pinksteren, speelde de fanfare voor het eerst in een nieuw groen uniform hun jaarlijkse Pinksterconcert.
Ter gelegenheid van het 100-jarig bestaan van de fanfare in 1982 verleende Koning Boudewijn hen de titel van “Koninklijk”. In 1993 werd het repetitielokaal van de fanfare afgebroken. De fanfare vond tijdelijk onderdak in de basisschool van Heiende. In 1994 werd café-feestzaal " 't Hemelrijk" gebouwd recht tegenover de Heilig Hartkerk en dit werd het nieuwe repetitielokaal. In 1986 nam Theo Saegeman de muzikale leiding over.  Ter gelegenheid van het 110-jarig bestaan in 1992 werd iedere muzikant voorzien van een nieuw blauw uniform. Op 26 april 1992 werd meegedaan aan de provinciale muziektornooien en klasseerde de fanfare zich in derde afdeling.

### 21e eeuw
Met Johan Famaey kreeg de fanfare in 2000 een nieuwe jonge dirigent. De muzikale lat werd steeds hoger gelegd en in 2002 startte de fanfare met hun jaarlijkse nieuwjaarsconcerten in het laatste weekend van januari. Op 14 maart 2004 nam de fanfare onder leiding van Johan Famaey deel aan de provinciale muziektoernooien. In Buggenhout stelden ze zich voor in derde afdeling en klasseerden zich ook in derde afdeling.
Op 14 oktober 2005 werd Gilbert Callebaut verkozen tot nieuwe dirigent. In 2007 vierde de fanfare zijn 125-jarig jubileum.  De viering vond plaats in het Trefpunt te Lokeren-Heiende op 29 en 30 september. Zoals bij het 100-jarig bestaan werden ook nu de Lokerse muziekmaatschappijen uitgenodigd. De moedige Vlamingen gaven op 29 september hun jubileumconcert terwijl St-Cecilia uit Gavere het aperitiefconcert op 30 september voor zijn rekening nam. Tijdens het weekend van Sint-Cecilia werd de fanfare op zondag 4 november ontvangen door de burgemeester en schepenen op het stadhuis van Lokeren.
In 2010 werd iedere muzikant voorzien van een nieuw uniform, bestaande uit een zwarte broek, een grijze vest en kepie en een wit hemd met das. In datzelfde jaar nam de fanfare in Sint-Lievens-Houtem deel aan de Provinciale muziektornooien en werden ze geklasseerd in derde afdeling.
Op 23 maart 2014 in Buggenhout namen ze opnieuw deel aan de provinciale muziektornooien en werden ze geklasseerd in tweede afdeling. Sinds het Pinksterconcert van 2014 werd de parochiale feestzaal Trefpunt het nieuwe repetitielokaal wegens sluiting van café-feestzaal " 't Hemelrijk".
In de zomer van 2017 werd Alain Van de Velde aangesteld als nieuwe dirigent. Op 5 oktober 2021 werd de fanfare omgezet van een feitelijke vereniging naar een vzw. 
In februari 2023 werd Stef Hesters als nieuwe dirigent aangenomen. Onder zijn muzikale leiding onderging de fanfare een transformatie naar een harmonieorkest, waarop in 2024 ook de naam van de vereniging werd aangepast tot Koninklijke Harmonie Heiende Lokeren.

## Dirigenten
De muziekvereniging stond achtereenvolgens onder de muzikale leiding van volgende dirigenten:
- 1882 - ? Theoduul ’t Kint
- ? - ? Remi Van Gijseghem
- ? - ? Octaaf Verdonck
- ? - ? August Vermaeren
- ? - ? Herman De Leenheer
- 1948 - 1985 Jozef Ros
- 1986 - 2000 Theo Saegeman
- 2000 - 2005 Johan Famaey
- 2005 - 2017 Gilbert Callebaut
- 2017 - 2023 Alain Van de Velde
- 2023 - heden Stef Hesters

## Resultaten provinciale muziektoernooien
De muziekvereniging behaalde sinds 1964 volgende resultaten op de provinciale muziektoernooien
- 1964 derde afdeling
- 1974 tweede afdeling
- 1978 eerste afdeling
- 1992 derde afdeling
- 2004 derde afdeling
- 2010 derde afdeling
- 2014 tweede afdeling

1. ↑  Bijlagen bij het Belgisch Staatsblad - 18/10/2021 - Annexes du Moniteur belge *21361444*.
2. ↑  Bijlagen bij het Belgisch Staatsblad - 25/02/2025 - Annexes du Moniteur belge (25 februari 2025).